# Ridge Racer 6
Ridge Racer 6 est un jeu vidéo de course développé et édité par Namco en 2005 sur Xbox 360.
Le jeu fait partie de la série Ridge Racer.

## Système de jeu
Le gameplay du jeu est typé « arcade » : le pilotage et le comportement des véhicules sont volontairement éloignés de la réalité.

## À noter
Le jeu contient de nombreuses références à Pac-Man : lors du chargement du jeu le joueur peut jouer au premier niveau de Pac-Man, un extrait de Pac-Man apparaît lors des courses et inscrit les temps d'avance du joueur sur le second, ou de retard par rapport à la voiture qui le précède. Il est aussi possible de débloquer le jeu complet Pac-Man.
Il y a de nombreuses références à d'autres jeux Namco qui apparaissent écrits sur les différentes voitures.